# セッカニワゼキショウ
セッカニワゼキショウ（雪花庭石菖、Sisyrinchium sp.）は、アヤメ科ニワゼキショウ属の帰化植物である。別名、コニワゼキショウ。

## 特徴
北アメリカ原産の帰化植物である。花は白く、花弁が6枚に分かれており、黄色いスジが1本入っている。多年草で、花期は5 - 7月。高さは約3 - 10 cmと、ニワゼキショウよりも小さい。